# شتامسرید
شتامسرید (به آلمانی: Stamsried) یک شهر در آلمان است که در Cham واقع شده‌است.

## خواهرخوانده
شهرهای Suben, Sankt Marienkirchen bei Schärding و کسلسدورف خواهرخوانده‌های شتامسرید هستند.